# John MacPherson Berrien

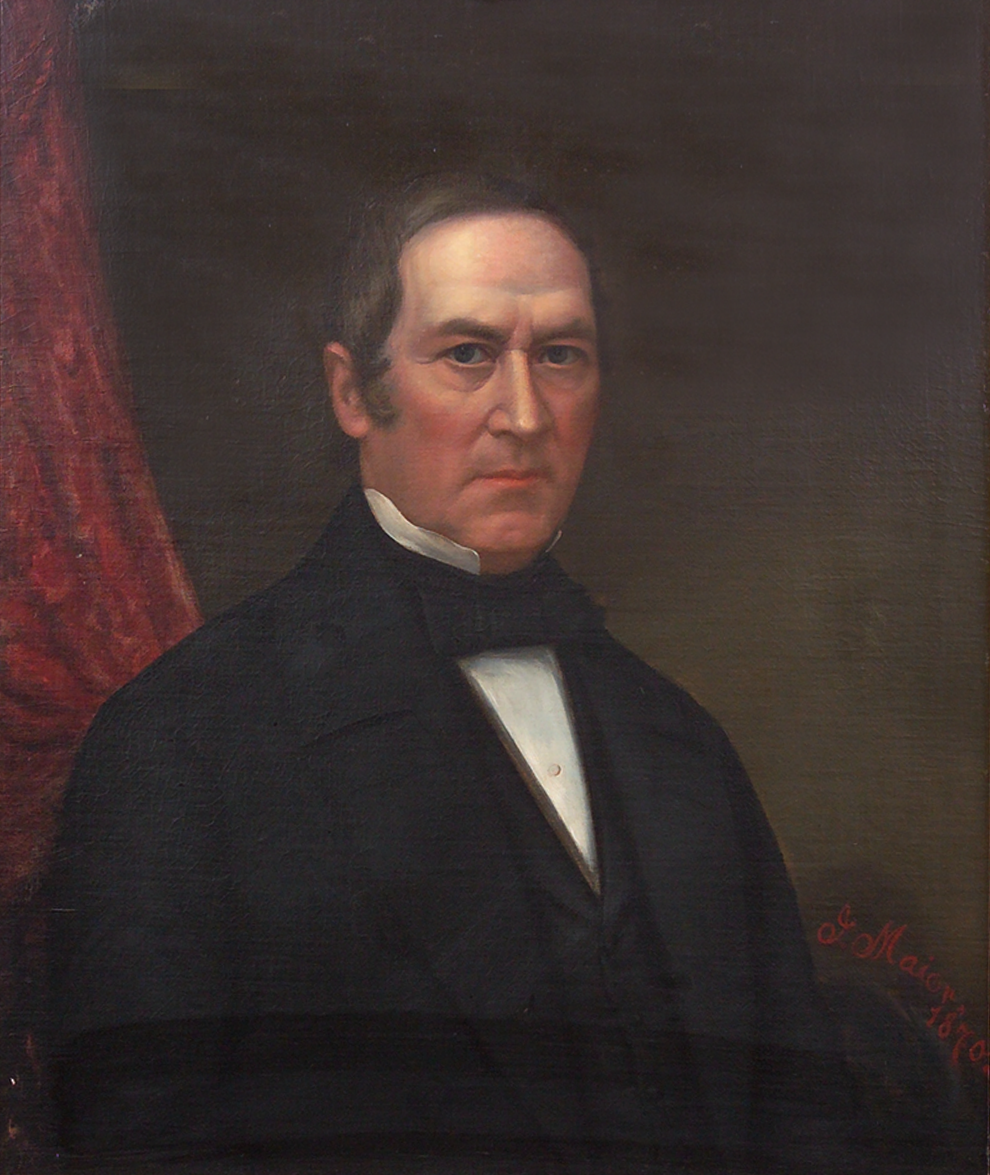
John Macpherson Berrien

John MacPherson Berrien (* 23. August 1781 in Rocky Hill, New Jersey; † 1. Januar 1856 in Savannah, Georgia) war ein US-amerikanischer Jurist und Politiker. Er amtierte zweimal als US-Senator sowie von 1829 bis 1831 als Justizminister (Attorney General).

## Studium und berufliche Laufbahn
Berrien, der von Hugenotten abstammte, absolvierte zunächst ein allgemeinbildendes Studium am Princeton College, das er 1796 beendete. Anschließend studierte er Rechtswissenschaften in Savannah. Bereits mit 18 Jahren wurde er 1799 zum Rechtsanwalt in Louisville zugelassen.
1809 erfolgte seine Ernennung zum nichtplädierenden Anwalt (Solicitor) des Gerichtsbezirks von Ost-Georgia, wo er von 1810 bis zum 30. Januar 1821 Richter war. Während des Britisch-Amerikanischen Krieges von 1812 diente er außerdem als Captain der Freiwilligen Kompanie von Savannah des Husarenregiments von Georgia (Georgia Hussars).
Zwischen seinen politischen Ämtern war er wieder als Rechtsanwalt tätig.

## Politische Laufbahn

### Senator in Georgia und Washington
Berrien begann seine politische Laufbahn von 1822 bis 1823 als Mitglied des Staatssenats von Georgia.
Am 4. März 1825 wurde der Anhänger von Andrew Jackson als Mitglied der Demokratischen Partei erstmals zum US-Senator gewählt. Dort vertrat er bis zum 9. März 1829 als Inhaber des Klasse-3-Sitzes die Interessen des Staates Georgia. Von März 1827 bis März 1829 war er auch Vorsitzender des Justizausschusses des Senats.
Nach einer Tätigkeit als Anwalt wurde er als Kandidat der Whig Party am 4. März 1841 erneut zum Senator gewählt. Als solcher hatte er bis Mai 1845 diesmal den Klasse-2-Sitz von Georgia inne. Zudem war er erneut von 1841 bis 1845 Vorsitzender des Senatsausschusses für Justiz. Im Mai 1845 trat er von seinem Amt zurück, nachdem er zum Richter am Obersten Gerichtshof von Georgia nominiert wurde.
Allerdings trat er das Richteramt nicht an, sondern wurde am 13. November 1845 erneut für den Klasse-2-Sitz von Georgia zum Senator gewählt. Von diesem Amt trat er am 28. Mai 1852 zurück.
Während seiner letzten Amtszeit sprach er sich gegen den Kompromiss von 1850 aus. Dieser bestand aus mehreren Gesetzen, mit denen der Gegensatz zwischen den sklavenhaltenden Südstaaten der USA und den Nordstaaten abgemildert werden sollte, der sich durch die Erwerbungen im Mexikanisch-Amerikanischen Krieg (1846–48) verschärft hatte und durch den der Wilmot Proviso hinfällig wurde, der die Ausweitung der Sklaverei auf von Mexiko erworbene Gebiete verboten hätte, aber nie Gesetz wurde.

### Justizminister unter Präsident Jackson und andere Ämter
Am 9. März 1829 berief ihn Präsident Jackson zum Justizminister (Attorney General). Dieses Amt übte er bis zu seinem Rücktritt am 22. Juni 1831 aus.
1844 war er Delegierter von Georgia auf der Convention, die Henry Clay zum Kandidaten für die Präsidentschaftswahl von 1844 nominierte. 1855 war er schließlich Präsident der Convention der American Party. Ihm zu Ehren wurden Berrien County (Georgia) sowie Berrien County (Michigan) benannt. Darüber hinaus gehörte er dem Verwaltungsrat (Board of Regents) des Smithsonian Institute an.